# Эвальд, Владимир Фёдорович
Владимир Фёдорович Эвальд (1823—1891) — российский педагог, директор 1-го Петербургского реального училища; действительный статский советник.

## Биография
Родился 15 (27) февраля 1823 года в Санкт-Петербурге в семье чиновника. В 1834 году поступил в 3-ю гимназию, по окончании которой в 1840 году был принят в число студентов Санкт-Петербургского университета по 1-му отделению философского факультета. По окончании университета в 1845 году кандидатом по разряду общей словесности, он был назначен старшим учителем 2-й Петербургской гимназии. Преподавал также историю в Горном корпусе, в Главном инженерном училище, в Пажеском корпусе и в Патриотическом институте. В 1852 году получил за труды золотую табакерку, в 1862 — бриллиантовый перстень (в 1865 — бриллиантовый перстень с вензелем, в 1867 — ещё один бриллиантовый перстень).
В 1862 году, сверх всего, он был ещё назначен инспектором 5-й гимназии и начал преподавать историю императору великим князьям Александру Алексанровичу и Владимиру Александровичу. В начале 1862 года в результате реформ в учебные заведения Морского министерства стали принимать детей только с 14-летнего возраста и для подготовки детей к поступлению в них были открыты две гимназии: Кронштадтская и 7-я Петербургская (впоследствии, преобразованная в Санкт-Петербургское первое реальное училище) — в них были переведены воспитанники младших классов Морского кадетского корпуса и Инженерного и артиллерийского училища Морского ведомства. Эвальд был назначен директором 7-й гимназии и вскоре сделал свою молодую гимназию одним из образцовых учебных заведений столицы. Одновременно, он был председателем педагогического совета Покровской женской гимназии, что отнимало у него также не мало времени.
В сентябре 1870 года был произведён в действительные статские советники. В начале 1870-х гг. Эвальд стал хлопотать о преобразовании 7-й гимназии в реальное училище, что было осуществлено в 1872 году. В этом же году он принял непосредственное участие в обсуждении и выработке общего учебного плана и примерных программ по предметам учебного курса реальных училищ, в качестве члена комиссии, учреждённой с этой целью при Министерстве народного просвещения. Ему было поручено также составить списки пособий по рисованию, черчению, математике, физике, истории, географии и пению, а также составить списки книг для фундаментальных библиотек. К этому времени относятся и его труды над открытием рисовального класса и химической лаборатории при своём училище.
В 1873 году вместе с C. И. Ковалевским он был командирован в Европу; посетил Германию, Австрию, Бельгию и Францию. Целью этой командировки было осмотреть заграничные учебные заведения, соответствовавшие нашим реальным училищам. По возвращении в Петербурга Эвальду пришлось снова заняться приобретением учебных пособий по курсу естественных наук. Затем, страстно любя рисование, он принимал все зависящие от него меры, чтобы придать большее значение этому предмету в реальных училищах. Для этого, по его инициативе, было устроено собрание преподавателей начертательных искусств Санкт-Петербургского учебного округа, при котором была организована выставка ученических работ. Его старания в этом направлении обратили на себя внимание Императорской Академии художеств, которая избрала его в число своих почётных вольных общников, а через некоторое время поручила заведовать педагогическими курсами Академии художеств.
Эвальд был известен также своими статьями по художественно-промышленному и техническому образованию, печатавшимися в «Журнале Министерства народного просвещения» и «Вестнике изящных искусств»; им были подготовлены и изданы материалы для биографии скульптора С. И. Гальберга.
В октябре 1890 года вышел в отставку. Скончался 28 января (9 февраля) 1891 года в Санкт-Петербурге. Похоронен на Волковском кладбище.

## Награды
- орден Св. Станислава 2-й ст. (1863)
- орден Св. Анны 2-й ст. (1866)
- орден Св. Владимира 3-й ст. (1873)
- орден Св. Станислава 1-й ст. (1876)
- орден Св. Анны 1-й ст. (1883)[2]